# Periphetes graniferum
Periphetes graniferum är en insektsart som först beskrevs av John Obadiah Westwood 1859.  Periphetes graniferum ingår i släktet Periphetes och familjen Phasmatidae. Inga underarter finns listade i Catalogue of Life.